# Les Couleurs de l'amour
 (mai 2024).
La mise en forme du texte ne suit pas les recommandations de Wikipédia : il faut le « wikifier ».
Les points d'amélioration suivants sont les cas les plus fréquents. Le détail des points à revoir est peut-être précisé sur la page de discussion.
- Les titres sont pré-formatés par le logiciel. Ils ne sont ni en capitales, ni en gras.
- Le texte ne doit pas être écrit en capitales (les noms de famille non plus), ni en gras, ni en italique, ni en « petit »…
- Le gras n'est utilisé que pour surligner le titre de l'article dans l'introduction, une seule fois.
- L'italique est rarement utilisé : mots en langue étrangère, titres d'œuvres, noms de bateaux, etc.
- Les citations ne sont pas en italique mais en corps de texte normal. Elles sont entourées par des guillemets français : « et ».
- Les listes à puces sont à éviter, des paragraphes rédigés étant largement préférés. Les tableaux sont à réserver à la présentation de données structurées (résultats, etc.).
- Les appels de note de bas de page (petits chiffres en exposant, introduits par l'outil «  Source ») sont à placer entre la fin de phrase et le point final[comme ça].
- Les liens internes (vers d'autres articles de Wikipédia) sont à choisir avec parcimonie. Créez des liens vers des articles approfondissant le sujet. Les termes génériques sans rapport avec le sujet sont à éviter, ainsi que les répétitions de liens vers un même terme.
- Les liens externes sont à placer uniquement dans une section « Liens externes », à la fin de l'article. Ces liens sont à choisir avec parcimonie suivant les règles définies. Si un lien sert de source à l'article, son insertion dans le texte est à faire par les notes de bas de page.
- La présentation des références doit suivre les conventions bibliographiques. Il est recommandé d'utiliser les modèles {{Ouvrage}}, {{Chapitre}}, {{Article}}, {{Lien web}} et/ou {{Bibliographie}}. Le mode d'édition visuel peut mettre en forme automatiquement les références.
- Insérer une infobox (cadre d'informations à droite) n'est pas obligatoire pour parachever la mise en page.

Pour une aide détaillée, merci de consulter Aide:Wikification.
Si vous pensez que ces points ont été résolus, vous pouvez retirer ce bandeau et améliorer la mise en forme d'un autre article.
 (janvier 2025).
Les Couleurs de l'amour (Kuch Rang Pyar Ke Aise Bhi en hindi) est une série télévisée indienne de 22 minutes, créée par Yash A Patnaik, et initialement diffusée entre le 29 février 2016 et le 2 novembre 2017 sur Zee TV. Mais à la suite de son succès, elle a été renouvelée pour une troisième saison, quatre ans plus tard.
En pays francophones, les deux premières saisons sont d'abord diffusés sur RTI 2 en 2019 puis sur Passion Bollywood, six ans plus tard. La troisième saison y est quant à elle inédite.

## Synopsis
L'intrigue se focalise sur une histoire d'amour mature entre le Dr. Sonakshi Bose, nutritionniste et Devrath dit Dev Dixit, un magnat des affaires prospère, dont la mère sur-protectrice en devient un obstacle majeur.
La deuxième saison se déroule quelques années plus tard, alors que la série aborde les nouvelles difficultés auxquelles les protagonistes doivent faire face, étant désormais parents divorcés.

## Distribution

### Personnages principaux
- Erica Fernandes : Dr Sonakshi « Sona » Bose Dixit
- Shaheer Sheikh : Devrath « Dev » Dixit
- Supriya Pilgaonkar : Ishwari Tripathi Dixit

### Personnages secondaires
- Banerjee : Asha Bose
- Jagat Rawat : Bijoy Bose
- Rina Chakraborty : Uma Devi Bose
- Alia Shah : Suhana « Soha » Dixit
- Vidhvaan Sharma : Shubh Dixit
- Khushbu Thakkar dans le rôle de Ronita Mandal Bose
- Mushtaq Khan dans le rôle de Baldev Tripathi
- Alka Mogha dans le rôle de Radha Tripathi
- Prerna Panwar dans le rôle d'Elena Bose Tripathi
- Vaibhav Singh dans le rôle de Vikram « Vicky » Tripathi
- Pragyaj Jain dans le rôle de Raunak « Golu » Tripathi
- Chestha Bhagat dans le rôle de Neha Dixit
- Ankita Bahuguna dans le rôle de Riya Dixit
- Aashika Bhatia dans le rôle de Nikki Dixit
- Arjun Aneja dans le rôle de Ranveer
- Ashwini Kaul dans le rôle de Laksha
- Roop Durgapal dans le rôle de Natasha Gujral
- Hemant Choudhary dans le rôle du Dr. Jaideep Sinha
- Jay Soni dans le rôle du Dr. Ritwick Sen
- Pankaj Kalra dans le rôle de Naveen Sen
- Pawan Chopra dans le rôle de Harish Gujral
- Karmveer Choudhary dans le rôle de Brijesh Khatri
- Ankit Gupta dans le rôle de Jatin Roy
- Anju Jadhav / Ekroop Bedi dans le rôle de Tina Singhal
- Mohit Sinha dans le rôle de Bunty Makhija
- Ashish Roy dans le rôle de Shankar Mandal
- Jhumma Mitra dans le rôle de Tara Mandal
- Asma Badar dans le rôle de Nisha
- Udit Gaur dans le rôle de Neil Lakhotia
- Sapan Gulati dans le rôle de Raman
- Amita Udgata dans le rôle de Dadi Bua
- Romit Sharma dans le rôle de Kushal Roy
- Arpit Chaudhary dans le rôle d'Ayaan Vaishishth

## Liste des épisodes
| Saison | Saison | Épisodes | Inde              | Inde            |
| Saison | Saison | Épisodes | Début de saison   | Fin de saison   |
| ------ | ------ | -------- | ----------------- | --------------- |
|        | 1      | 388      | 29 février 2016   | 24 août 2017    |
|        | 2      | 26       | 25 septembre 2017 | 2 novembre 2017 |

## Suite
Bien que la série se soit conclue sur un happy end, son succès est telle que la production décide de la renouveler pour une troisième et dernière saison en 2021. Pratiquement tous les acteurs font leur retour dans la distribution, exceptés Alia Shah et Vidhvaan Sharma qui incarnent les enfants de Dev et Sonakshi
Dans les pays francophones, cette nouvelle histoire reste inédite, car elle a été produite après la fin de la diffusion française de la deuxième saison jusque-là la dernière.

## Anecdotes
- C'est l'une des rares séries indiennes à être renouvelée pour une saison supplémentaire, avec une durée d'intervalle de quatre ans.
- Vidhvaan Sharma est le plus jeune acteur indien connu pour avoir joué le rôle de Shubh Dixit, le bébé de Sonakshi et Dev.
- À partir de la deuxième saison, la série introduit des acteurs mineurs pour interpréter des rôles dans le feuilleton. C'est le cas d'Alia Shah, la fille aînée de Sonakshi et Dev.
- Étant donné que la troisième saison se déroule juste après la fin de la saison 2, les jeunes acteurs, Alia Shah et Vidhvaan Sharma, ne reprennent pas leur rôle à l'écran, ayant grandi entre-temps.
- Une ellipse de 7 ans transite entre la première et la deuxième saison.